# Helvetska republika
Helvetska republika (francosko République helvétique) je bila francoska marionetna država v srednji Evropi, ki je trajala od leta 1798 do leta 1803.
V 90. letih 18. stoletja je v stari Švicarski konfederaciji prišlo do spopada med političnimi silami z zahtevo po demokratizaciji švicarske ustave. Na zahtevo odvetnikov za spremembe, vodje revolucionarjev Laharpa in Ochsa, se je v švicarske notranje zadeve vmešala tudi revolucionarna Francija, ki je s svojo vojsko 5. marca 1798 vdrla in zasedla njeno ozemlje. Po zlomu Švicarske konfederacije je bila 12. aprila 1798 razglašena Helvetska republika, 'ena in nedeljiva', z njo pa ukinjena suverenost kantonov in odprava fevdalnih pravic. Okupatorska vojska je vzpostavila centralistično državo, osnovano na idejah Francoske revolucije, katerim pa so se široko uprli zlasti v osrednjem katoliškem delu, v kantonih Nidwalden, Schwyz in Uri. Pogosti so bili poskusi državnega udara, vendar so Francozi ostali na oblasti. Helvetska republika se je odpovedala dosedanji politiki nevtralnosti in podpisala sporazum s Francijo. V vojni druge koalicije je postala bojišče med francosko vojsko in avstrijsko - ruskimi četami, v katerem so slednje začasno zasedle njen vzhodni del. Zaradi plenjenja manjših krajev in vasi s strani okupacijskih sil je bilo težko vzpostaviti novo državo. Omejen odpor, finančni problemi ter s tem nestabilnost republike so dosegli vrh v letih 1802-1803, ko so v pokrajino vkorakale dodatne francoske enote.
Prebivalstvo kot tudi njihov dvodomni parlament je bilo razdeljeno na republikance, ki so bili za centralistično vlado, in federaliste, ki so hoteli povrniti avtonomijo kantonom. Njihovo medsebojno nasilje se je po številnih spopadih končalo 19. februarja 1803, s prihodom Napoleona Bonaparta kot mirovnega posrednika in njegovo listino o pomiritvi, ki je bistveno pripomogla h kompromisu med starim in novim redom, centralistična država pa je bila ukinjena 10. marca 1803.

## Administrativna razdelitev
Nekdanji suvereni kantoni so se spremenili v administrativne okraje. Nekaterim kantonom so spremenili meje z namenom oslabitve starih oblastnih struktur. Odlok iz 1798 je določil 19 kantonov:
- Aargau (brez Badna in Fricktala)
- Baden
- Basel
- Bellinzona
- Bern (brez Oberlanda)
- Fribourg
- Léman (ustrezal Vaudu)
- Linth
- Lugano
- Luzern
- Oberland
- Raetia (ustrezal Graubündnu)
- Säntis
- Schaffhausen
- Solothurn
- Thurgau
- Waldstätten
- Valais
- Zürich